# Chinavita
Chinavita là một thị xã và đô thị ở Departamento của Colombia Boyacá, thuộc phân vùng Neira.